# Amphisbaena polygrammica
Amphisbaena polygrammica är en ödleart som beskrevs av  Werner 1900. Amphisbaena polygrammica ingår i släktet Amphisbaena och familjen Amphisbaenidae. IUCN kategoriserar arten globalt som otillräckligt studerad. Inga underarter finns listade i Catalogue of Life.